# De vorstinnen van Brugge
De vorstinnen van Brugge was een tv-reeks van de BRT van 1972 die uit 13 afleveringen bestond. Het verhaal is gebaseerd op de vertellingen van Maurits Sabbe: Het kwartet der Jacobijnen, De nood der Bariseeles, Caritate en Een mei van vroomheid. Het scenario is geschreven door Maurits Balfoort. In De Vorstinnen van Brugge staat de bevolking van Brugge van 1894 tot aan 1923 centraal, van de kleine en grote burgerij tot het werkvolk. Wat ze allemaal doen is gemeenschappelijk en is een genre van trotsheid en hooghartigheid dat zelfs van de gewone werkvrouwen vorstinnen zou maken. De reeks werd voor de eerste keer uitgezonden in oktober 1972. Het was in die tijd nog helemaal in het zwart/wit, en de acteurs spraken Brugs, met uitzonderingen van de hogere klasse in het verhaal, die ABN of zelfs Frans spraken.  In 2004 werden alle afleveringen nog eens herhaald op de VRT.

## Verhaal
Edgar Onghenae is een wever uit Gent die daar ontslagen is omdat hij te veel ruzie zocht met zijn bazen. In Brugge gaat hij werken bij Theo Van Waefelghem, een kleine industrieel met ambitie. Samen met zijn vrouw beweegt deze zich in de betere Brugse burgerij. Theo heeft ook nog een broer genaamd Adelin, die geen verstand heeft, maar toch getrouwd is met Marie-Louise. Andere belangrijke figuren in het verhaal zijn de kunstzinnige en aristocratische dokter Spilliaert en zijn knappe dochter Ida, en een leraar uit het atheneum Jan Neys.
Edgar Onghenae huurt een kamer bij de herbergier Ward Bariseele. Daar leert hij Stientje kennen, de dochter van de herbergier en zijn broertje Fons, die zijn vrouw verloor en twee zonen heeft: Jean-Baptiste en Monne. De laatste was een beetje achterlijk en de apotheekmedewerker Quickelborne had hem onder zijn arm genomen. Edgar gaat uiteindelijk met zijn ideeën voor serieus wat spillage zorgen in Brugge.

## Acteurs
Jo De Meyere (Edgar Onghenae)
Johan Van der Bracht (Theo Van Waefelghem)
Ann Petersen (moeder van Theo)
Jan Pauwels (Adelin Van Waefelghem)
Marilou Mermans (Marie-Louise Van Waefelghem)
Albert Hanssens (Spilliaert)
Dora Van der Groen (Ida Spilliaert)
Domien De Gruyter (Jan Neys)
Rik De Coene (Ward Bariseele)
Carmen Jonckheere (Stientje Bariseele)
Gerard Vermeersch (Fons Bariseele)
Jan Vermeersch (Jean-Baptiste Bariseele)
Geert Lommée (de jonge Monne)
Daniël De Cock (de oude Monne)
Luc Philips (Quickelborne)
Willy Lustenhouwer (dienstbode Lapouter)
Rita Lommée (Cieltje)
Hilda Van Roose (Manse)